# リンダ・シャーロック
リンダ・シャーロック（Linda Sharrock、Lynda Sharrockと名乗っていた時期もある。1947年4月2日 - ）は、アメリカのジャズ歌手である。
シャーロックは子供の頃、教会の聖歌隊で歌っていた。フォーク・ミュージックとジャズの両方に興味を持ち、大学在学中に芸術を学び、アヴァンギャルド・ミュージックに興味を持つようになった。彼女は1960年代半ばにファラオ・サンダースと共演。1966年の終わりに、ソニー・シャーロックと結婚し、「Lynda」というスペルを芸名として使い始めた。1970年代初頭には彼とサンダース、そしてハービー・マン（1969年–1970年）と共演した。彼女の最も有名なパフォーマンスの1つは、ヴォルテックス・レコードからリリースされた1969年のソニー・シャーロックのアルバム『ブラック・ウーマン』である。1973年にイスタンブールをツアーし、1974年にジョー・ボナーとレコーディングを行った。1978年にシャーロックと離婚した後も、彼の苗字を使い続けたものの、名前は「Linda」という綴りに戻した。彼女はウィーンに移り、1990年代までフランツ・コーグルマン、エリック・ワトソン、ウォルフガング・プシュニックと一緒に仕事した。1980年代になるとパット・ブラザーズ、レッド・サン、AM4などのアンサンブルと、また1992年にはハリー・ペプルとともに仕事している。
2009年に脳卒中を患い、部分的な身体障害者で失語症となったことで一時的に音楽シーンから撤退したが、後の2012年に復帰した。それ以来、彼女はフランス、オーストリア、イギリス、オランダ、スロベニアにて、リンダ・シャーロック・ネットワークという名義の下で、さまざまなアンサンブルとレコーディングを行っている。

## ディスコグラフィ

### ソロ・アルバム
- 『オン・ホリデイ』 - On Holiday (1990年、Polydor)
- 『ライク・ア・リヴァー』 - Like A River (1994年、Amadeo)
- Confessions (2004年、Quinton)

### リンダ・シャーロック・ネットワーク
- No Is No (Don't Fuck Around With Your Women) (2014年、Improvising Beings) ※with 沖至、マリオ・レクターン、エリック・ジンマン、佐藤真、ヨラム・ロジリオ
- Gods (2015年、Golden Lab) ※with (In) The Abyssity of the Grounds
- They Begin to Speak (2016年、Improvising Beings) ※with 沖至、マリオ・レクターン、エリック・ジンマン、佐藤真、クロード・パール

### ソニー・シャーロック
- 『ブラック・ウーマン』 - Black Woman (1969年、Vortex)
- 『モンキー・ポッキー・ブー』 - Monkey-Pockie-Boo (1970年、BYG Actuel)
- Paradise (1975年、Atco) ※共同名義

### 参加アルバム
- ジョー・ボナー : 『エンジェル・アイズ』 - Angel Eyes (1976年、Muse)
- ピロレーター、シャーロック、サンバ : 『エヴリー・セカンド』 - Every 2nd (1988年、Ata Tak)
- AM4 : 『ロンリー・ウーマン』 - ...and She Answered (1989年、ECM)
- リンダ・シャーロック & ザ・スリー・マン・バンド : Linda Sharrock & The Three Man Band (1991年、Moers)
- サムルノリ / レッド・サン : 『レッド・サン＝サムルノリ』 - Red Sun · SamulNori (1993年、Polygram)
- サムルノリ / レッド・サン : 『ゼン・カムズ・ザ・ホワイト・タイガー』 - Then Comes the White Tiger (1995年、ECM/BMG)
- Various Artists : West End (1996年、Samsung)
- リンダ・シャーロック & エリック・ワトソン : Listen to the Night (2007年、Sunnyside)